# Kloster Visoki Dečani

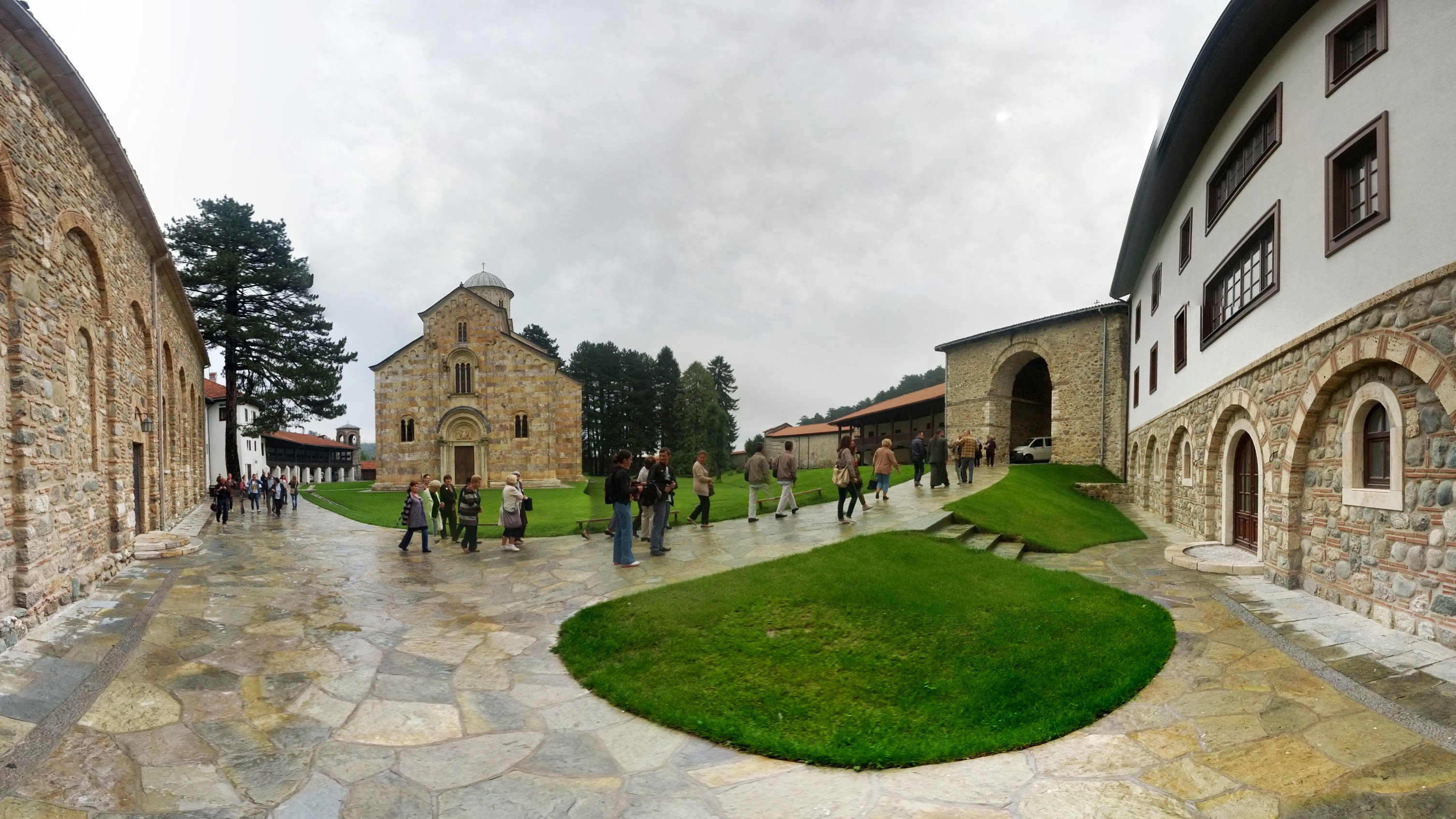
Klosterhof des Klosters Visoki Dečani (2014)

Das Kloster Visoki Dečani (kurz Dečani) ist ein mittelalterliches serbisch-orthodoxes Kloster im Kosovo. Angelehnt an den Stil der apulischen Gotik gehört es zu den Spätwerken der Raška-Schule. Es ist Grablage von König Stefan Uroš III. Dečanski und bedeutendes Wallfahrtszentrum. Der Sarg des Königs ist im Hauptschiff vor der Ikonostase. Die Christus Pantokrator geweihte Kirche birgt das einzige aus dem Mittelalter vollständig erhaltene Freskenensemble der Byzantinischen Kunst. Die Kirche wurde in den letzten Lebensjahren von Stephan Dečanski begonnen und von seinem Sohn Stefan Dušan fertiggestellt.

## Lage
Das Kloster liegt oberhalb des Ortes Dečani/Deçan, 17 km südlich von Peć/Peja am Ausgang des Dečanski potok im östlichen Prokletije in Kosovo.

## Geschichte

### Entstehung
Dieses Kloster wurde in den Jahren von 1328 bis 1335 vom Kotoraner Franziskaner Fra Vita als Grablege für Stefan Uroš III. Dečanski errichtet. 
Durch die Heiligsprechung von Stefan Uroš III. Dečanski und durch die dort zur Zeit von Stefan Lazarević, im frühen 15. Jahrhundert, vom bedeutenden bulgarischen Schriftsteller Grigorij Camblak (1402–1409 Iguman des Klosters) verfasste Hagiographie des Königs Stefan Dečanski erlangte es schnell große Bedeutung als Wallfahrtsort.

### Kosovo-Konflikt
Bis zu den Spannungen im Kosovo-Konflikt soll es sowohl für orthodoxe Serben als auch für muslimische und katholische Albaner aus der Stadt und Umgebung alte Tradition gewesen sein, in das Kloster zu kommen, insbesondere in Erwartung einer wundertätigen Heilkraft der Reliquien.
Im April und Mai 1998 drang die UÇK, die als albanische Rebellenorganisation am 4. Januar 1998 verkündet hatte, als bewaffnete Kraft der Albaner bis zur Vereinigung des Kosovo mit Albanien zu kämpfen, in einer Offensive bis in den Zentralkosovo vor, brachte immer größere Gebiete des Kosovo unter ihre Kontrolle und kontrollierte die wichtigsten Verkehrswege zwischen Priština, Peć und Montenegro. Nach Angabe des Abtes des Klosters Dečani, Sava Janjić, sollen die Kosovo-Albaner die Serben in den das Kloster benachbarten Dörfern vertrieben und die Umgebung „ethnisch gesäubert“ haben. Als die UÇK Ende Mai und Anfang Juni die Verbindungsstraßen von Dečani nach Peć und Đakovica besetzt habe, eroberten serbische Einheiten die Stadt Dečani, die sie als ein Depot für Waffenschmuggel aus Albanien bezeichneten. Bei der serbisch-jugoslawischen Gegenoffensive ab 24. Mai mit dem Ziel, die UÇK zu zerschlagen, die von der UÇK „befreiten Gebiete“ mit den wichtigsten Kommunikationsverbindungen und Versorgungslinien zurückzuerobern und die Grenzregion zu Albanien zu kontrollieren, wurden zahlreiche serbische Polizisten und bis zu 100 Kosovo-Albaner getötet. Tausende Bewohner flohen in benachbarte Regionen. Letztendlich resultierte die Entwicklung in der Militärintervention der NATO 1999.

### Öffentliche Präsentation und Politik der Klosterführung ab 1998
Der seit 1992 im Kloster Dečani tätige Erzmönch Sava Janjić (Vater Sava), zugleich Sekretär des Bischofs der Diözese von Raška und Prizren, Artemije (Artemije Radosavljević), trat aus dem zeitweise von der Außenwelt durch die Sicherheitslage abgeschnittenen Kloster per E-Mail international mit der Öffentlichkeit in Verbindung und schuf sowie betreute ab 1997 eine umfangreiche und professionell gestaltete Internetpräsenz des Klosters, zu einer Zeit als die zivilen, polizeilichen und militärischen Behörden im Kosovo über keinen Internetanschluss verfügten. Sava Janjić, der Anglistik studiert hatte, verfügte über damals in dieser Region ungewöhnlich gute Englischkenntnisse, erlangte über die Internetdomäne des Klosters 1998 internationale Popularität und wurde von ausländischen Journalisten oft als „Cyber-Monk“ (Cyber-Mönch) tituliert. In ebenfalls unüblicher Weise wurde Sava Janjić als Abt des Klosters mit einer serbischen Abordnung vor den Konferenzen von Rambouillet von Slobodan Milošević zu von Milan Panić aus den USA vermittelten Verhandlungen in Den Haag geschickt. Radosavljević und Janjić sollen schon frühzeitig, wie der Vorsitzende der Serbischen Widerstandsbewegung im Kosovo, Momčilo Trajković, gemäßigte Kosovo-Serben und Kosovo-Albaner zum Dialog aufgerufen haben. Radosavljević und Trajković sprachen sich gegen Repressionen der serbischen Polizei und gegen kosovo-albanische Terrorüberfälle aus.
Mehrmals dementierte Janjić auf elektronischem Kommunikationsweg Nachrichten, die das Kloster diskreditieren sollten. So als das Informationszentrum der kosovo-albanischen und von Ibrahim Rugova geführten LDK gemeldet hatte, dass das Kloster nach Angaben der UÇK-Guerilla serbischen Paramilitärs Unterschlupf gewährt habe. Oder als die kosovo-albanische Zeitung Koha Ditore behauptete, der serbische Nationalistenführer Vojislav Šešelj habe sich im Kloster mit Mönchen getroffen.
Janjić war Sprecher des Nationalen Rats Serbiens für den Kosovo und Mitglied im provisorischen Verwaltungsrat des Kosovo.

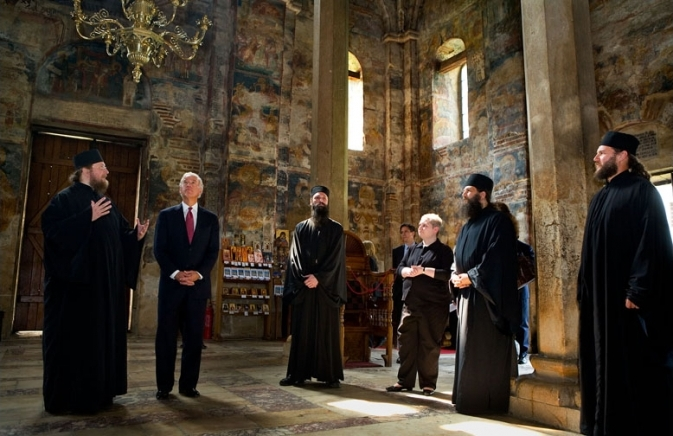
Sava Janjić (links im Bild) präsentiert Joe Biden Fresken des Klosters Dečani

Diskussionen löste der Besuch des US-Vizepräsidenten Joe Biden aus. Während Sava Janjic die Hoffnung äußerte, der Besuch werde helfen, das serbisch-orthodoxe Kulturerbe im Kosovo zu bewahren und den serbischen Menschen im Kosovo helfen, verurteilte die Diözese von Raška und Prizren die Form des Besuchs in scharfer Form. Der US-Vizepräsident habe den Kosovo als einen unabhängigen Staat besucht, um „eine gewaltsame Sezession serbischen Territoriums durch albanische Terroristen zu bestätigen, die nicht für ihre unzähligen Verbrechen an serbischen Menschen, an serbischem Eigentum und an serbischem weltlichen und religiösen Kulturgut bestraft worden“ seien. Das Kloster sei durch den Besuch ein Symbol gegen die Interessen Serbiens geworden, wobei von Seiten der Diözese ein Vergleich mit Camp Bondsteel als US-amerikanische Basis im Kosovo formuliert wurde.

## Architektur und Kunst
Die Kirche ist eine fünfschiffige Pseudobasilika mit einem dreischiffigen Narthex und einem Laternenturm. Die hohen Säulen und das in einer serbischen orthodoxen Kirche nur in Dečani verwendete Kreuzgewölbe und die gotischen Fenster verraten einen starken westlichen Einfluss. Am Haupteingang der Kirche sowie im Narthex-Portal und den Säulenkapitellen befinden sich hervorragende Arbeiten der Steinmetzkunst, unter anderem die sitzende Figur des Christus Pantokrator, Löwenköpfe der Kapitelle und Löwenskulpturen am Narthex-Portal. Die Fresken, zwischen 1335 und 1350 vollendet, gehören zu den bedeutendsten Beispielen der Palaiologischen Renaissance. Sie wurde von Meistern der Malschule von Ohrid gefertigt. Die Bildfülle und behandelten theologischen Szenen bestechen durch die figurenreiche und farblich akzentuierte Darstellung. Bedeutend sind unter anderem die Herrscherporträts sowie der Stammbaum der Nemanjidendynastie.
Die künstlerische Bedeutung des Klosters ist die komplette Ausgestaltung der Kirche mit Fresken. Aufgrund dieser Bedeutung wurde dem König Stefan Uroš III. Dečanski im Nachhinein der Namenszusatz „Dečanski“ gegeben. Heute ist das Kloster das Zentrum des Kultes um den Heiligen Stefan Uroš III. Dečanski. Sein Sohn König Stefan Uroš IV. Dušan (regierte 1336–1356) hat das Kloster im Namen seines Vaters fertiggestellt.
Die Kirche ist vollständig mit Fresken ausgeschmückt. Sie sind das besterhaltene Ensemble der Freskomalerei Südosteuropas im Mittelalter. Die Schatzkammer birgt wertvolle Ikonen des 14.–16. Jahrhunderts und Werke kirchlichen Kunsthandwerks. Das Grab des Heiligen Stefan Uroš III. Dečanski ist eine wichtige orthodoxe Kultstätte. Der Sarkophag aus geschnitztem Holz steht auf einem Marmorsockel, den Pilger auf dem Boden kriechend umrunden.
Die Fresken im Inneren der Kirche (1335–1350) knüpfen an byzantinische Vorbilder an (siehe: Serbisch-byzantinischer Stil). Der schmiedeeiserne Leuchter (Choros) ist ein Hauptwerk der Metallverarbeitung der mittelalterlichen Kunst. Links neben der Ikonostase befindet sich der Holz-Sarkophag von Stefan Uroš III. Dečanski.

## Weltkulturerbe und Sicherheitslage
2004 wurde das Kloster von der UNESCO zum Weltkulturerbe erklärt. 2006 wurde die Welterbestätte durch Aufnahme weiterer Klöster und Kirchen erweitert und in Mittelalterliche Denkmäler im Kosovo umbenannt. Wegen der rechtlich unklaren Situation des Kosovo und der schwierigen Sicherheitslage wurde die erweiterte Welterbestätte gleichzeitig auf der Roten Liste des gefährdeten Welterbes eingetragen.
Das Kloster, in dem während des Kosovo-Krieges Serben, Kosovo-Albaner und Roma Zuflucht gefunden haben sollen, soll seit der Ankunft der KFOR im Kosovo 1999 viermal Ziel von Mörserattacken geworden sein (sechs Granaten im Februar 2000, neun im Juni 2000, sieben am 17. März 2004 und eine weitere am 30. März 2007). Insgesamt soll es in den vergangenen Jahren (Stand: 2008) „rund ein Dutzend Mal Ziel von Übergriffen albanischer Extremisten“ gewesen sein. Der mächtigen Außenmauer und intensiven Bewachung im Zuständigkeitsbereich italienischer KFOR-Soldaten wird zugeschrieben, dass es im Gegensatz zu vielen anderen christlich-orthodoxen Sakralstätten im Kosovo weitgehend unversehrt geblieben ist. Die Stadt Dečani gilt als Hochburg der Anhänger des im Kosovokrieg für diese Region zuständigen UÇK-Führers Ramush Haradinaj, der 2008 und 2012 vom ICTY aus Mangel an Beweisen von der Anklage als Kriegsverbrecher freigesprochen wurde, aber vom Bundesnachrichtendienst (BND) als eine der Schlüsselfiguren zwischen Politik und organisierter Kriminalität eingestuft wird, und seiner Partei, der AAK. Die Mönche des Klosters besorgen ihre Einkäufe nicht in der Stadt, sondern fahren einmal jährlich in KFOR-Geleit nach Montenegro oder Serbien (Stand: 2007). Nach der Unabhängigkeitserklärung des Kosovo sollen den Mönchen des Klosters von der Stadt Dečani 25 Hektar Land abgesprochen worden sein, das sie zur Nahrungserzeugung bewirtschaften. Die UN-Mission soll der Stadtbehörde Grundbuchfälschung vorgeworfen und das Grundstück den Mönchen zuerkannt haben, was von den Stadtpolitikern in Dečani ignoriert worden sei.

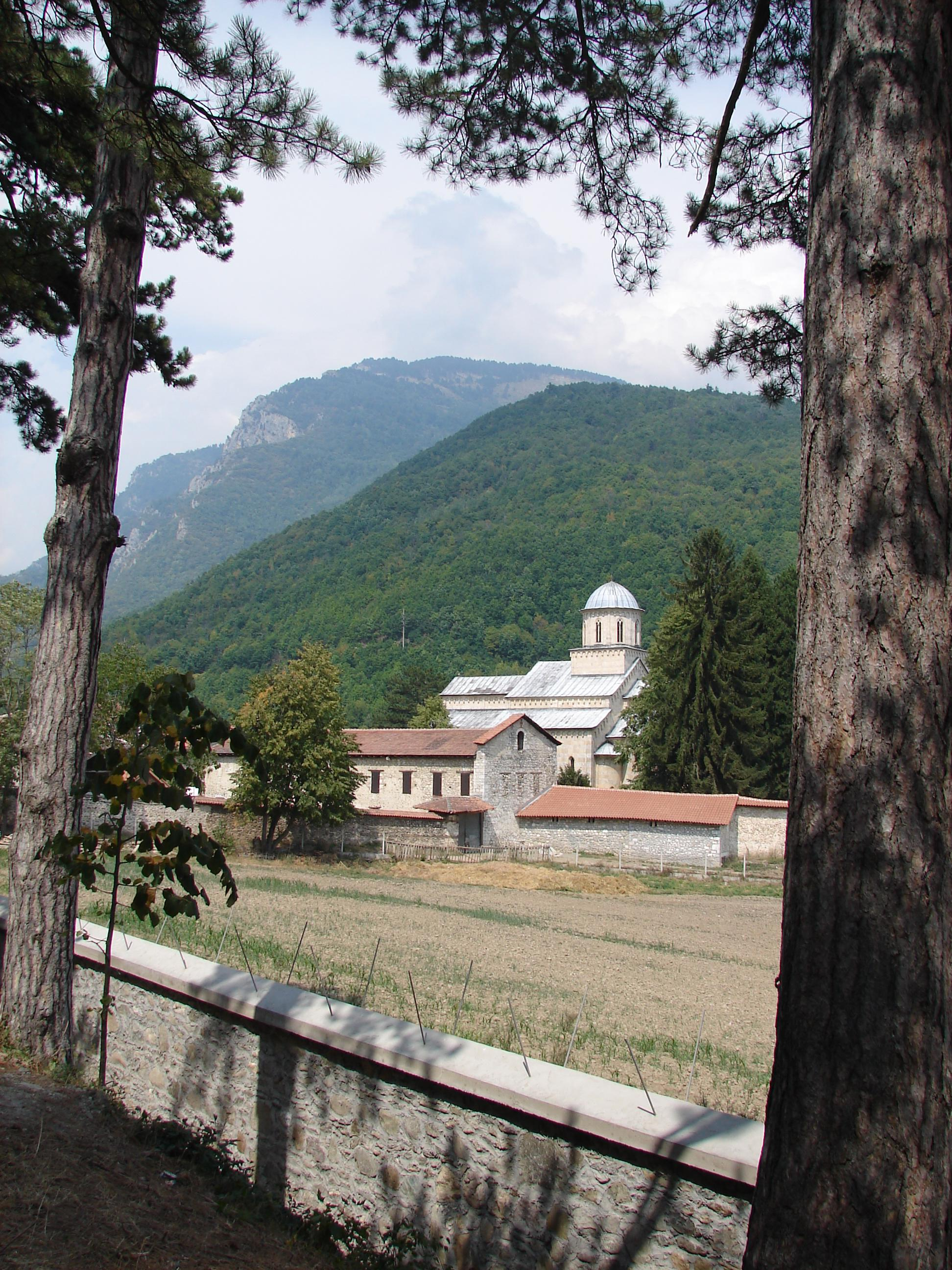
Die fünfschiffige Kirche ist aus hellgrauem Marmor erbaut
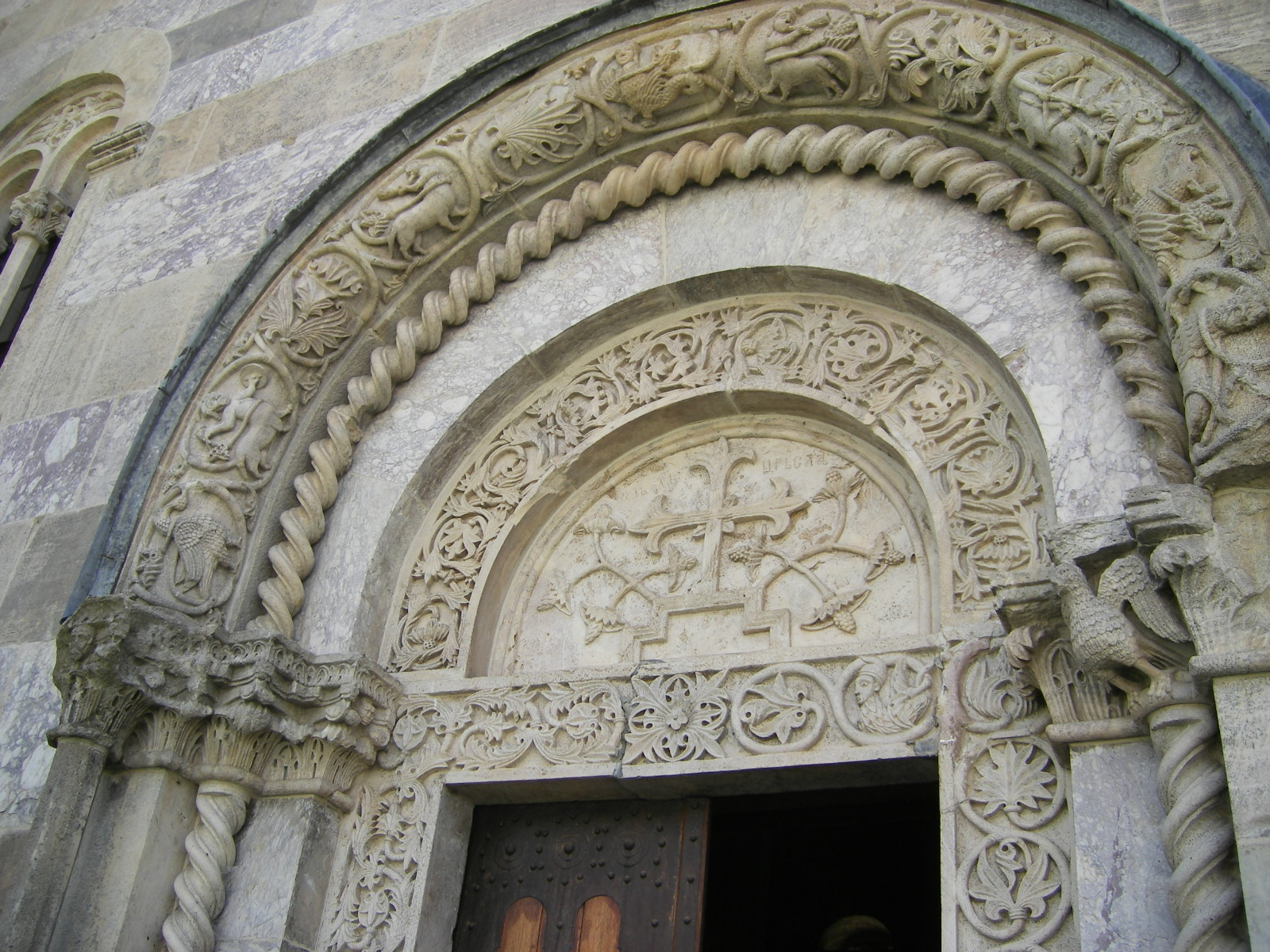
Eingangsportal
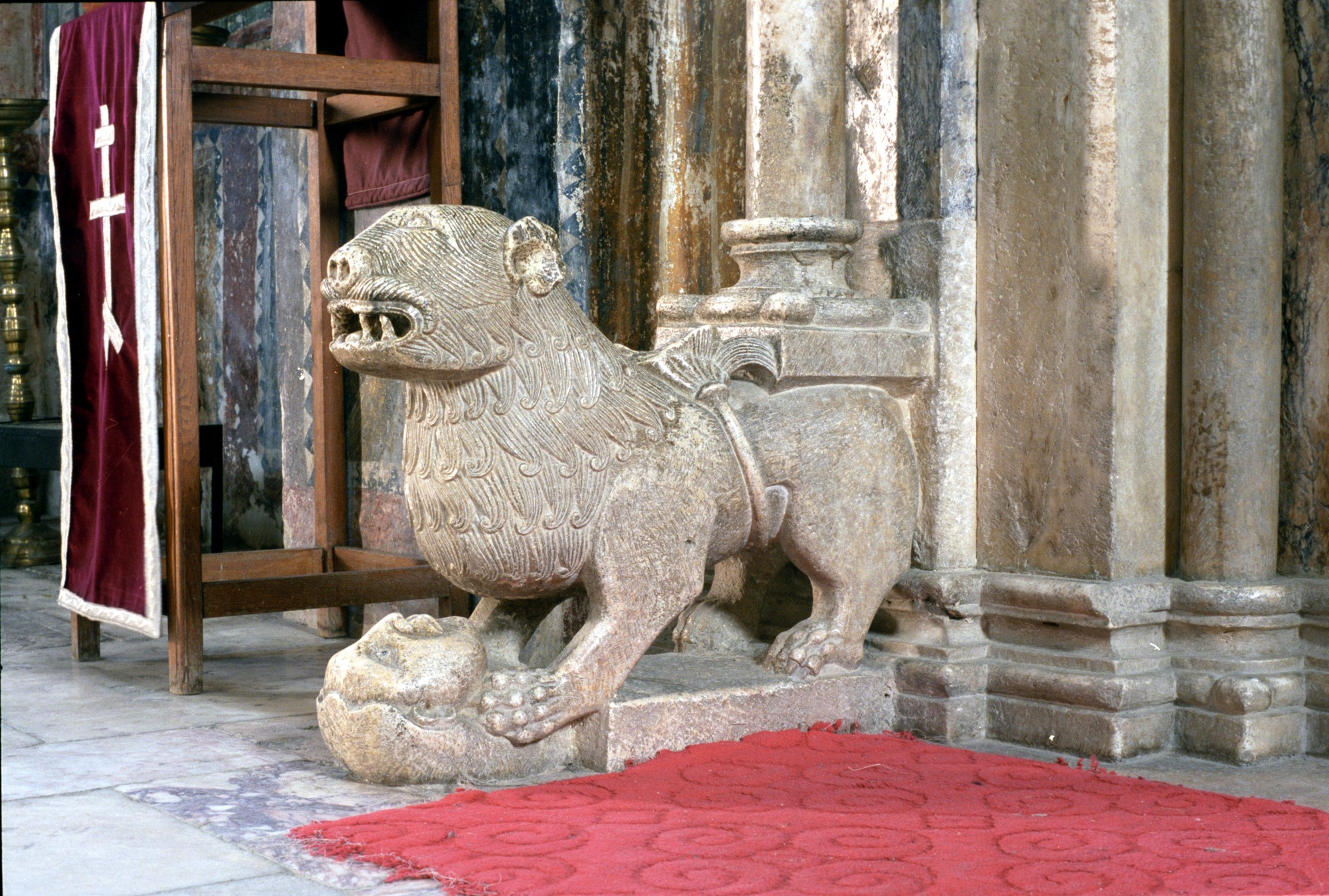
Löwenskulptur am Portal zwischen Narthex und Naos
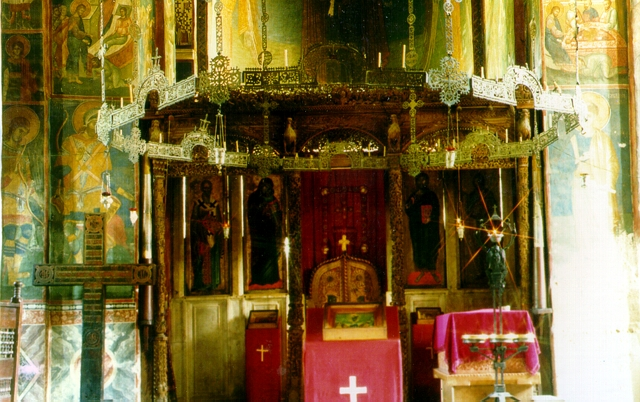
Bronzener Choros unter der Hauptkuppel
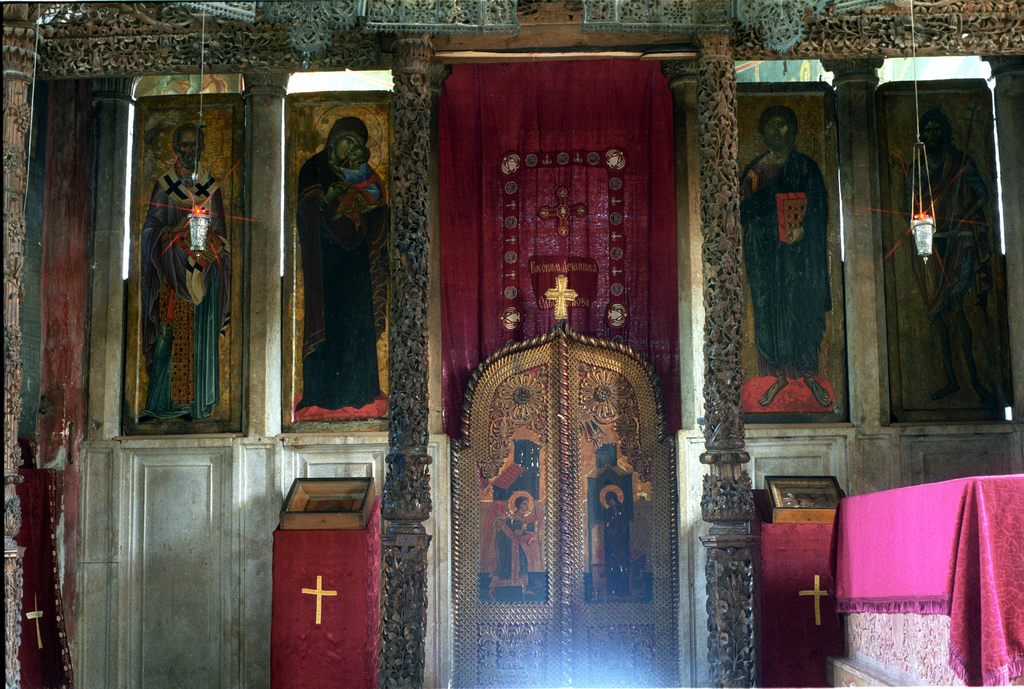
Ikonostase aus der Mitte des 14. Jahrhunderts
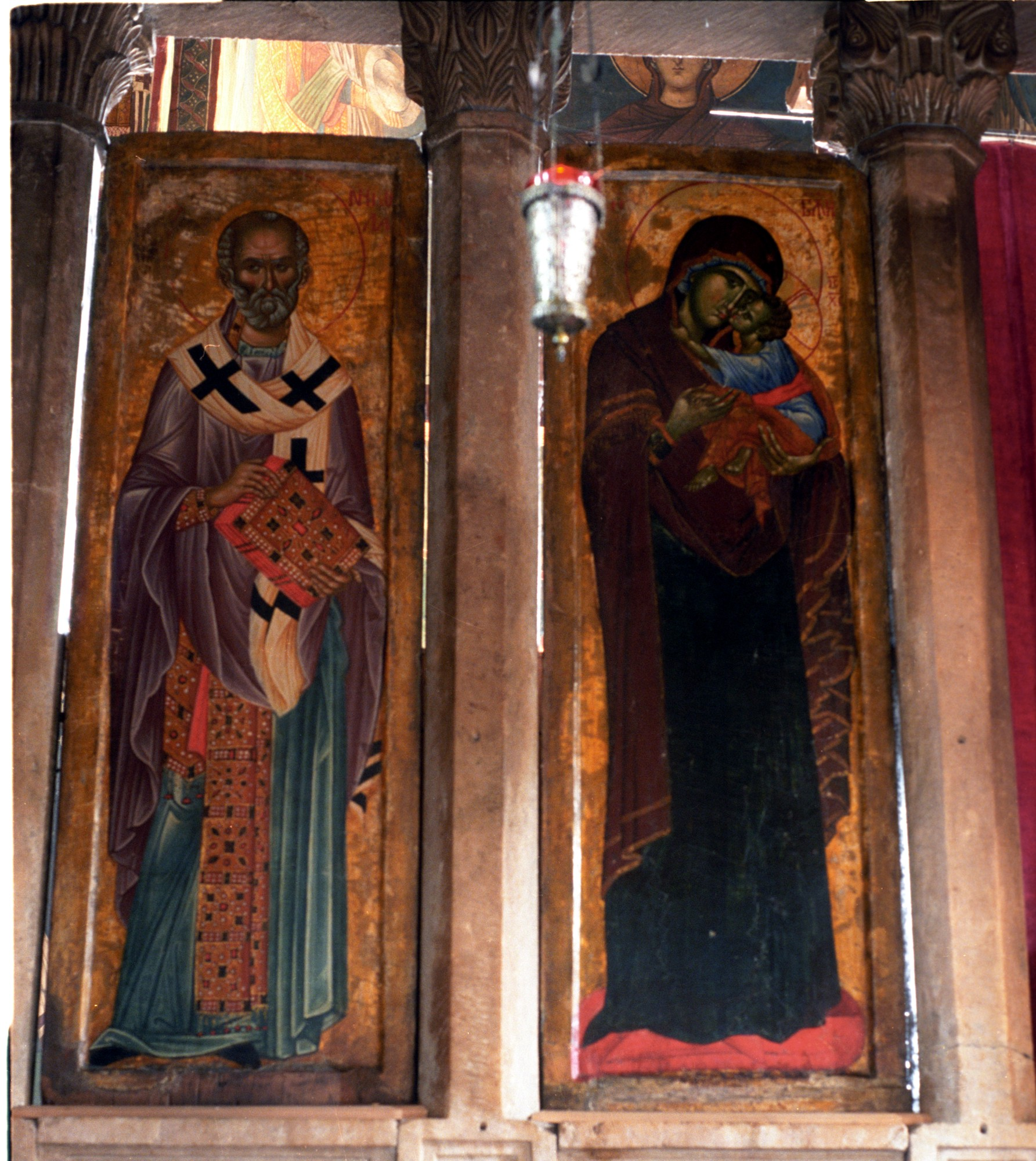
Die Ikonen der Ikonostase stammen aus der Zeit des Zaren Stefan Dušan
Grab von Stefan Dečanski
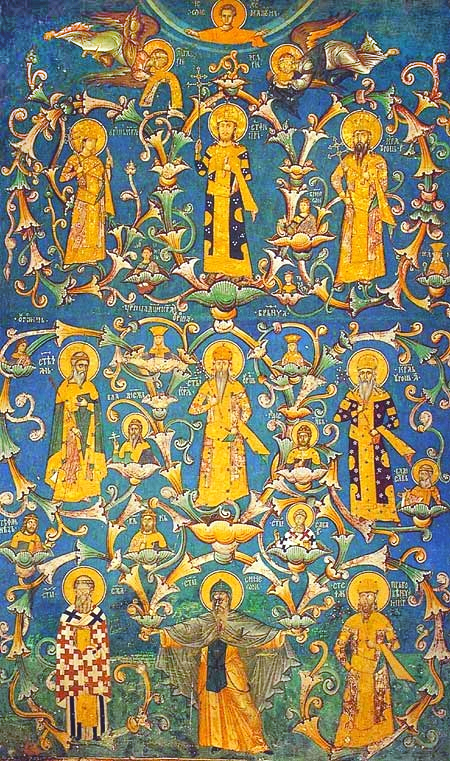
Stammbaum der Nemanjiden, ca. 1335
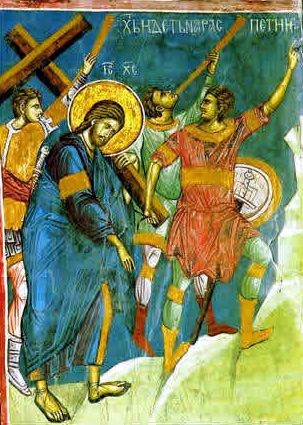
Kreuztragung Christi